# Venturosa
Venturosa là một đô thị thuộc bang Pernambuco, Brasil. Đô thị này có diện tích 338 km², dân số năm 2007 là 14985 người, mật độ 44,33 người/km².